# Ратай-Подуховни
Ратай-Подуховни (пол. Rataj Poduchowny) — село в Польщі, у гміні Годзішув Янівського повіту Люблінського воєводства.
Населення — 128 осіб (2011).
У 1975-1998 роках село належало до Тарнобжезького воєводства.

## Демографія
Демографічна структура станом на 31 березня 2011 року:
|          | Загалом | Допрацездатний вік | Працездатний вік | Постпрацездатний вік |
| -------- | ------- | ------------------ | ---------------- | -------------------- |
| Чоловіки | 63      | 17                 | 41               | 5                    |
| Жінки    | 65      | 12                 | 36               | 17                   |
| Разом    | 128     | 29                 | 77               | 22                   |